# 内桶文清
内桶 文清（うちおけ ふみきよ、1948年10月29日 - ）は、日本の実業家。住友電装代表取締役社長や、同社取締役会長、住友電気工業代表取締役副社長、ジェイ・パワーシステムズ取締役会長等を歴任した。電気通信協会賞受賞。

## 人物・経歴
1971年東京理科大学工学部卒業、住友電気工業入社。労働組合執行委員長等を経て、2003年執行役員情報通信事業本部副本部長。2004年常務執行役員情報通信ソリューション営業本部長。2005年常務取締役情報通信営業本部長に昇格。2006年住友電装取締役執行役員副社長。2007年から自動車事業本部副本部長兼住友電装代表取締役社長を務め、住友電装子会社の統合によりSWS西日本を発足させた。2012年代表取締役副社長情報通信事業本部長住友電工取締役会長兼コミューチュア取締役。2015年代表取締役副社長新規事業開発本部長。2018年常任顧問、ジェイ・パワーシステムズ取締役会長（非常勤）、テクノアソシエ取締役。2023年電気通信協会賞受賞。